# Tianjin
Tianjin (天津 în chineză, Tiānjīn în romanizarea pinyin) este unul dintre cele patru municipii ale Republicii Populare Chineze. Ca toate municipiile din China, Tianjin-ul are statut de provincie, fiind al doilea nivel administrativ după guvernul central. Populația municipală este de 10.240.000, dintre care aproximativ 5 milioane trăiesc în mediu urban. Municipiul este situat în nordul Chinei, fiind mărginit de Beijing, capitala națională, la nord, și de Provincia Hebei în nord-est, sud și vest.

## Personalități născute aici
- Lei Sheng (n. 1984), scrimer.